# Hades Terrace
Die Hades Terrace ist eine steilwandige und größtenteils vereiste Geländestufe im ostantarktischen Viktorialand. In den Southern Cross Mountains liegt sie unmittelbar westlich der Vulcan Hills an der Ostflanke des Campbell-Gletschers.
Die Nordgruppe einer von 1965 bis 1966 durchgeführten Kampagne im Rahmen der New Zealand Geological Survey Antarctic Expedition benannte sie nach Hades, dem Totengott aus der griechischen Mythologie.